# Cueva Bat (San Vicente y las Granadinas)
Bat (en inglés: Bat Cave; también escrito Byahaut Bat Cave) Es una cueva costera de la isla caribeña de San Vicente, específicamente ubicada en su costa occidental y que pertenece al país conocido como San Vicente y las Granadinas.
La cueva es un punto de referencia local para la organización de los barcos de buceo y el snorkel para los turistas.
Se cree que la cueva contiene una población de murciélagos grande y ruidosa.